# 豆田泰志
豆田 泰志（まめだ たいし、2003年1月15日 - ）は、埼玉県越谷市出身のプロ野球選手（投手）。右投右打。埼玉西武ライオンズ所属。

## 経歴

### プロ入り前
越谷市立大袋北小学校1年生のときに袋山ビクトリーで野球を始め、越谷市立千間台中学校では軟式野球部に所属。中学3年時には埼玉スーパースターズに選ばれた。本格的に投手を始めたのは中学3年時でありながら、最速は138km/hを計測しており、強豪校からの誘いもあったが、4つ上の兄が浦和実業高校の元エースであり、「兄がいたこともありますが、強豪校を倒して甲子園に行きたい気持ちもありました。当時、浦和実はベスト8くらいの実力があり、『簡単には甲子園には行けないけど、チャンスはある』といったチームでした」と浦和実業へ進学した。
浦和実業では1年秋にチームの県大会ベスト4入りに貢献。2年春の県大会で全5試合に先発し、チームを準優勝に導くと、関東大会2回戦では猛打の山梨学院を相手に7回0/3を2安打11奪三振2失点と好投した。背番号20で迎えた2年夏は4回戦で浦和学院を相手に完封勝利を挙げ、続く市立川越との準々決勝でもリリーフ登板で3回無失点に抑えたが、チームは敗退した。エースナンバーを背負った2年秋は西武台を相手に初戦敗退。3年夏は新型コロナウイルスの影響で県大会が中止となり、その代替大会では浦和学院との準々決勝で敗退したものの、同大会では18回1/3を投げて23奪三振を記録した。9月6日に開催されたプロ志望高校生合同練習会に参加し、シート打撃に登板すると、打者7人に対して無安打1四球5奪三振。自己最速の147km/hを計測した。
2020年10月26日に開催されたドラフト会議にて、埼玉西武ライオンズから育成4位指名を受け、11月22日に支度金350万円、年俸280万円（金額はいずれも推定）で仮契約した。背番号は124。

### 西武時代
2021年はイースタン・リーグで9試合に登板し、2勝1敗・防御率9.45という成績であった。オフに現状維持となる推定年俸280万円で契約を更改した。
2022年はフレッシュオールスターに選出されていた大曲錬がチーム事情で出場辞退となり、代替選手として7月23日のフレッシュ球宴の7回表に登板し、1イニングを三者凡退に抑えた。この年はイースタン・リーグで18試合（10先発）に登板し、3勝6敗1セーブ・防御率3.76を記録。オフに現状維持となる推定年俸280万円で契約を更改した。
2023年は5月下旬から投球フォームを変更すると、成績が改善され（詳細後述）、7月21日に支配下選手契約を締結した。背番号は70。7月26日に出場選手登録され、同28日の東北楽天ゴールデンイーグルス戦でプロ初登板を果たし、1イニングを三者凡退に抑えた。8月15日の楽天戦でプロ初ホールド、10月3日の千葉ロッテマリーンズとのレギュラーシーズン最終戦ではプロ初セーブも記録。この年は一軍で16試合に登板し、0勝0敗6ホールド1セーブ・防御率0.59という成績を残した。オフに280万円増となる推定年俸750万円で契約を更改した。
2024年は自身初の開幕一軍入りを果たしたが、4月5日の北海道日本ハムファイターズ戦では同点の延長12回裏から登板するも、無死満塁のピンチを招き、一死を奪った後にアリエル・マルティネスにサヨナラ犠飛を許して敗戦投手。同13日の福岡ソフトバンクホークス戦でも無死満塁のピンチを招き、山川穂高に2打席連続満塁本塁打となる本塁打を打たれ、翌14日に出場選手登録を抹消された。その後は5月17日に再登録されたが、7月8日の登録抹消以降は一軍再昇格を果たせず、この年は15試合の登板で0勝1敗・防御率6.32を記録。オフに20万円増となる推定年俸770万円で契約を更改した。

## 選手としての特徴
身長は173cmと小柄だが、「豆直球」と称される最速152km/hのストレートはホップ率が非常に高く、空振りが狙える。変化球はスライダー、カーブ、フォークを投じる。
プロ3年目の2023年シーズンは春先から制球に苦しみ、イースタン・リーグでは7回2/3を9四球9奪三振7失点という成績であったが、三軍のブルペンで山本由伸の投球フォームを遊び半分で真似して投げたところ、バイオメカニクス担当の武隈祥太から「良かったから（その投球フォームで）投げてみろ」と言われ、そのフォームで本格的に投げると「投げてみたら良くて、試合でも投げようとなりました」とフォーム変更を決断。フォーム変更後はイースタン・リーグで20イニングを投げ、5四球26奪三振1失点と極端に成績が改善され、この年の7月21日に支配下登録を勝ち取った。

## 人物・エピソード
2人の兄がいるが、4つ上の兄と三森大貴は同郷の友人であり、2023年8月1日のソフトバンク戦で初対戦し、セカンドフライに打ち取った。
名前の泰志はウィリアム・スミス・クラークの名言「少年よ大志を抱け」が由来。ファンには「豆ちゃん」と呼んで欲しいと語っている。

## 詳細情報

### 年度別投手成績
| 年 度     | 球 団     | 登 板 | 先 発 | 完 投 | 完 封 | 無 四 球 | 勝 利 | 敗 戦 | セ 丨 ブ | ホ 丨 ル ド | 勝 率 | 打 者 | 投 球 回 | 被 安 打 | 被 本 塁 打 | 与 四 球 | 敬 遠 | 与 死 球 | 奪 三 振 | 暴 投 | ボ 丨 ク | 失 点 | 自 責 点 | 防 御 率 | W H I P |
| --------- | --------- | ----- | ----- | ----- | ----- | -------- | ----- | ----- | -------- | ----------- | ----- | ----- | -------- | -------- | ----------- | -------- | ----- | -------- | -------- | ----- | -------- | ----- | -------- | -------- | ------- |
| 2023      | 西武      | 16    | 0     | 0     | 0     | 0        | 0     | 0     | 1        | 6           | ----  | 62    | 15.1     | 8        | 0           | 7        | 0     | 1        | 12       | 0     | 0        | 1     | 1        | 0.59     | 0.98    |
| 2024      | 西武      | 15    | 0     | 0     | 0     | 0        | 0     | 1     | 0        | 0           | .000  | 78    | 15.2     | 22       | 1           | 11       | 1     | 1        | 12       | 2     | 0        | 12    | 11       | 6.32     | 2.11    |
| 通算：2年 | 通算：2年 | 31    | 0     | 0     | 0     | 0        | 0     | 1     | 1        | 6           | .000  | 140   | 31.0     | 30       | 1           | 18       | 1     | 1        | 24       | 2     | 0        | 13    | 12       | 3.48     | 1.55    |

- 2024年度シーズン終了時

### 年度別守備成績
| 年 度 | 球 団 | 投手  | 投手  | 投手  | 投手  | 投手  | 投手     |
| 年 度 | 球 団 | 試 合 | 刺 殺 | 補 殺 | 失 策 | 併 殺 | 守 備 率 |
| ----- | ----- | ----- | ----- | ----- | ----- | ----- | -------- |
| 2023  | 西武  | 16    | 0     | 3     | 0     | 0     | 1.000    |
| 2024  | 西武  | 15    | 1     | 3     | 1     | 0     | .800     |
| 通算  | 通算  | 31    | 1     | 6     | 1     | 0     | .875     |

- 2024年度シーズン終了時

### 表彰
- 走魂賞：1回（二軍部門：2023年）

### 記録
初記録
- 初登板：2023年7月28日、対東北楽天ゴールデンイーグルス15回戦（楽天モバイルパーク宮城）、8回裏に4番手で救援登板・完了、1回無失点[49]
- 初奪三振：同上、8回裏に西川遥輝から空振り三振[49]
- 初ホールド：2023年8月15日、対東北楽天ゴールデンイーグルス18回戦（ベルーナドーム）、7回表に3番手で救援登板、1回無失点[50]
- 初セーブ：2023年10月3日、対千葉ロッテマリーンズ25回戦（ZOZOマリンスタジアム）、9回裏に3番手で救援登板・完了、1回無失点[51]

### 背番号
- 124（2021年[18] - 2023年7月20日）
- 70（2023年7月21日[23] - ）